# 沙辛
沙辛是巴西圣卡塔琳娜州的一个市镇。总面积294.715平方公里，总人口24318人，人口密度82.5人/平方公里。